# Wielki Staw Polski
Le Wielki Staw Polski ou Wielki Staw est un lac d’origine glaciaire des Hautes Tatras qui appartiennent aux montagnes des Carpates occidentales. Il est situé sur le versant polonais du massif. Sa surface est de 34,93 ha, sa profondeur de 79,3 m à une altitude de 1 665 m. Son volume d'eau est de 12 967 000 m3 pour une longueur de 998 m et une largeur de 452 m.